# Hot and Bothered (musique)
Pour les articles homonymes, voir Hot and Bothered et Hot.
Clip vidéo
[vidéo] « Duke Ellington - Hot and Bothered », sur YouTube
Hot and Bothered (chaud et dérangé, en anglais) est un standard de jazz de big band-jazz américain, composé et enregistré en single par Duke Ellington en 1928,,.

## Historique
Ce standard de big band de l'ère du jazz des Années folles-Roaring Twenties (années vrombissantes, ou années rugissantes) des années 1920, est composé, puis enregistré par Duke Ellington à New York le 1er octobre 1928, à la veille du Krach de 1929, avec les musiciens de son big band Duke Ellington's Orchestra : Bubber Miley, Arthur Whetsol, Joe Nanton, Johnny Hodges, Harry Carney, Barney Bigard, Fred Guy, Wellman Braud, Sonny Greer, avec la voix et paroles scat de la chanteuse de jazz vocal Baby Cox. 
Avec ses célèbres « effets Ellington style Jungle exotiques » caractéristiques, inspirés du jazz Nouvelle-Orléans-dixieland, et effets wah-wah de sourdines de ses deux trompettistes Bubber Miley et Joe Nanton, cette composition fait partie d'une importante série de compositions-tubes emblématiques des ses années Cotton Club (1927 à 1931) de Harlem à New York, du début de sa longue carrière, avec entre autres Black and Tan Fantasy, Hop Head et East St. Louis Toodle-Oo de 1927, Black Beauty, Jubilee Stomp, Take It Easy, Diga Diga Doo, The Mooche, et I Must Have That Man de 1928, ou It Don't Mean a Thing (If It Ain't Got That Swing) de 1931... 

## Reprises et adaptations
Duke Ellington a repris, réédité et réadapté ce titre à de nombreuses reprises.